# FRP防水
FRP防水（エフアールピーぼうすい）は、液状の不飽和ポリエステル樹脂に硬化剤を加えて混合し、この混合物をガラス繊維などの補強材と組み合わせて一体にした塗膜防水工法である。出来上がった防水層は継ぎ目のないシームレスな構造となる。

## 概要
FRP防水は、強度が大きく耐久性に優れたFRP（繊維強化プラスチック）を防水分野に応用した工法で、軽量かつ強靭で耐水性・耐食性・耐候性に優れていることが特長である。
特に、軽量かつ強靭であるという特長から、屋上の防水として適用した場合、防水層の上にトップコート仕上げを行う露出仕様でも人の歩行が可能となる。通常、屋上を人の歩行用に供する場合は防水層の上にコンクリート層を設けたり、あるいはタイルのようなもので仕上げる必要があるがFRP防水の場合は、そのような保護層は不要となる。
FRP防水は、木造住宅バルコニーなどの防水として多く採用されているが、これは上記のような歩行可能であるということと、樹脂（ポリエステル樹脂）の硬化速度が速いという施工面での特長が生かされているためである。
ただ、FRP防水の施工中（樹脂が硬化するまでの間）は、ポリエステル樹脂に含まれるスチレンが揮散して、臭気が周囲に広がる可能性がある。スチレンは都市ガスにも似た一種独特の臭気を持っているため、施工時には臭気対策を行っておくことが必要である。
近年では、FRPの高強度という利点を応用して、屋上緑化や屋上菜園の防水層としても採用が増えている。
FRP防水が工法としてシステム化され市場販売が開始されたのは、1975年が最初である。その後、複数の企業が独自のFRP防水工法を掲げて市場参入し、現在、FRP防水工法メーカーの集合体であるFRP防水材工業会には、正会員7社、準会員12社が名を連ねている。 
その他の防水としては、アスファルト防水、シート防水、ウレタン防水、セメント系防水、浸透性防水、金属防水などがある。